# USS Ericsson (DD-440)
Эскадренный миноносец «Эрикссон» (англ. USS Ericsson (DD-440)) — американский эсминец типа Gleaves.
Заложен на верфи Federal Shipbuilding, Кирни, Нью-Джерси 18 марта 1940 года. Заводской номер: 171. Спущен 23 ноября 1940 года, вступил в строй 13 марта 1941 года. Выведен в резерв 15 марта 1946 года.
Из ВМС США исключён 1 июня 1970 года. Потоплен авиацией в качестве мишени 17 ноября 1970 года.